# Plan-de-Baix
Plan-de-Baix là một xã thuộc tỉnh Drôme trong vùng Auvergne-Rhône-Alpes ở đông nam nước Pháp. Xã Plan-de-Baix nằm ở khu vực có độ cao từ 349-1093 mét trên mực nước biển.